# Mahamai
Mahamai (nep. महमाइ) – gaun wikas samiti we wschodniej części Nepalu w strefie Meći w dystrykcie Ilam. Według nepalskiego spisu powszechnego z 2001 roku liczył on 1964 gospodarstw domowych i 10776 mieszkańców (5425 kobiet i 5351 mężczyzn).